# Thomas Yeh Sheng-nan
Dans ce nom chinois, le nom de famille, Yeh, précède le nom personnel Sheng-nan.
Thomas Yeh Sheng-nan (chinois traditionnel : 葉勝男 ; pinyin : Yè Shèngnán ; né le 26 juin 1941) est un prélat taïwanais de l'Église catholique romaine et diplomate du Saint-Siège.

## Biographie
Thomas Yeh Sheng-nan est né le 26 juin 1941 à Kaohsiung, Taïwan, et est ordonné prêtre le 27 mars 1971, pour le diocèse de Tainan (en).

## Carrière diplomatique
En 1972, il est admis à l'Académie pontificale ecclésiastique pour étudier la diplomatie
Yeh entre au service diplomatique du Saint-Siège le 8 mars 1976 et sert dans les missions diplomatiques pontificales au Nicaragua (en), au Sri Lanka (en), en Zambie, en Algérie, en Irak (en), en Australie (en), au Sénégal et en Grande-Bretagne. Il est promu conseiller de la nonciature le 8 mars 1989. Le 10 novembre 1998, il est élu archevêque titulaire de Leptis Magna (de) et nommé en même temps nonce apostolique au Sri Lanka (en). Sa consécration épiscopale a lieu le 20 décembre 1998 ; le cardinal Edward Idris Cassidy est le principal consécrateur, avec les archevêques Stanislaus Lo Kuang (en) et Carlo Maria Viganò, comme principaux co-consécrateurs.
Le 22 avril 2004, Yeh est nommé nonce apostolique en Algérie et en Tunisie. Il se retire en 2015 et est remplacé en Algérie et en Tunisie par Luciano Russo en 2016